# Bacchisa medioviolacea
Bacchisa medioviolacea es una especie de escarabajo longicornio del género Bacchisa, tribu Astathini, subfamilia Lamiinae. Fue descrita científicamente por Breuning en 1965.

## Descripción
Mide 8-15,5 milímetros de longitud.

## Distribución
Se distribuye por China y Laos.